# خانه صبوحی (نمازی)
خانه صبوحی (نمازی) مربوط به دوره صفوی - دوره قاجار است و در شهرستان یزد، محلهٔ شیخداد، کوچه مسجد کوفه واقع شده و این اثر در تاریخ ۲۴ اسفند ۱۳۸۳ با شمارهٔ ثبت ۱۱۷۶۱ به‌عنوان یکی از آثار ملی ایران به ثبت رسیده است.